# 丁一権
丁 一権（チョン・イルグォン、1917年11月21日 - 1994年1月17日）は、大韓民国陸軍の軍人、政治家。創氏改名時の日本名は中島 一権（なかじま かずのり）。幼名は丁一鎭。本貫は羅州丁氏。号は淸史（청사）。

## 人物
1917年11月21日、ロシア沿海州ウスリースクで入植者の三男に生まれる。父に丁基永（羅州丁氏）、母に金福順（金海金氏）。二人の兄は丁一権が幼いうちに亡くなっている。
父親は帝政ロシア極東軍で通訳を務めていたというが、ロシア革命を受けて解任され、父母の故郷である日本統治下の朝鮮半島、咸鏡北道の慶源郡に戻ってきた。
1924年春、慶源普通学校（日本の小学校相当）に入学。しかし3年生のときに父が行方不明になる。1928年には父が不逞鮮人であるという理由で農地を没収された。豆満江に渡り荒れ地を開墾する極貧生活を送りながらも、慶源普通学校を6年生で卒業した。

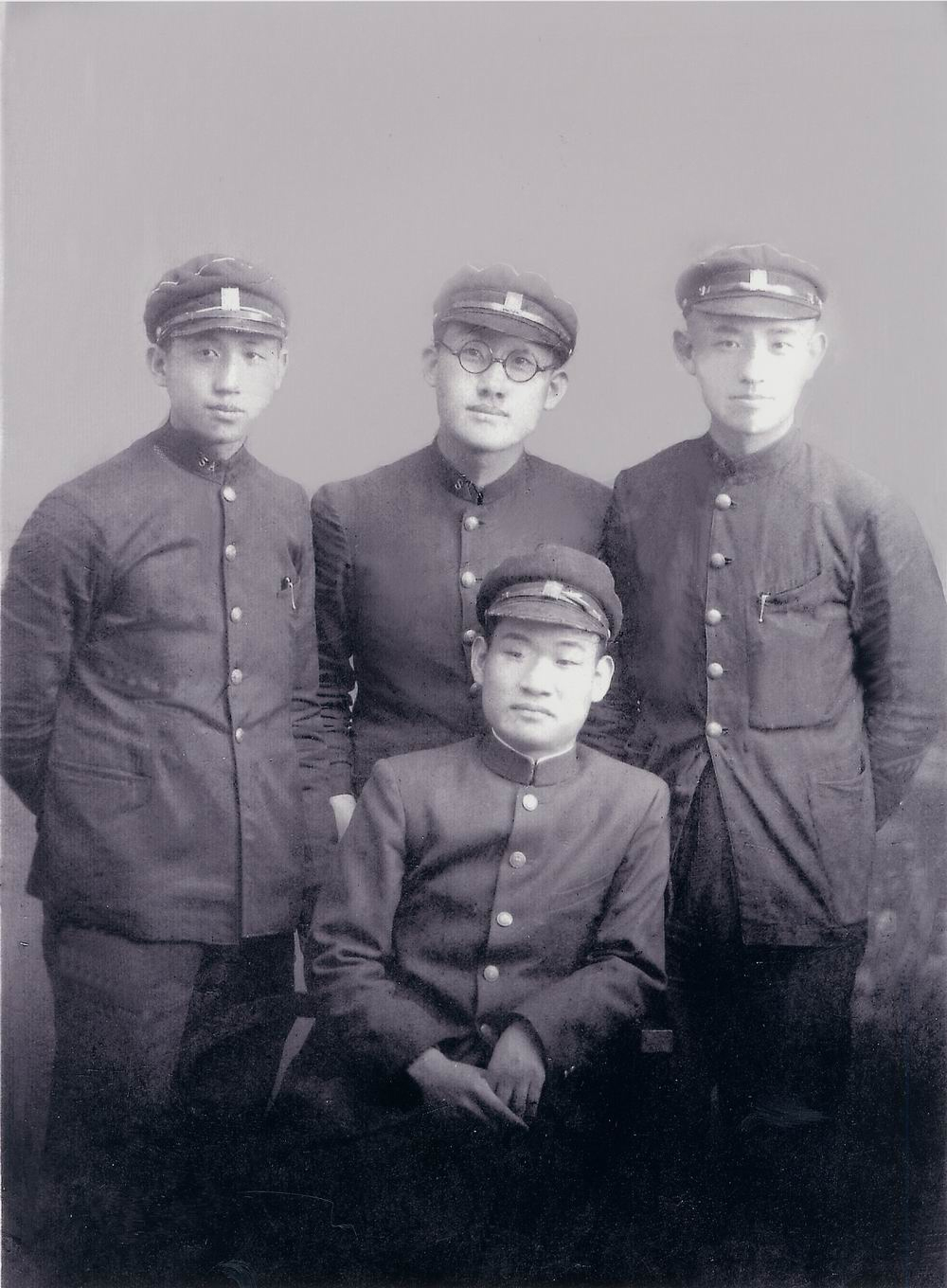
中学時代の友人と撮った写真。最前列に座っているのが丁一権。後列左が社会運動家の張俊河、中央がクリスチャンで民主化運動指導者の文益煥牧師、右が詩人の尹東柱。

1930年春、満洲国間島省龍井の永信中学校に進学。学費は自ら牛乳配達などで捻出した。在学中の1934年5月に中学校が合併され、光明中学校に転入。このときに出会ったのが、後の社会運動家の張俊河、民主化運動指導者で牧師の文益煥、抗日詩人の尹東柱である。
1935年5月卒業。成績優秀であったため、奉天軍官学校に推薦入学。6月1日付けでチチハル第3教導隊で2ヶ月の隊附勤務を経たのち、吉林憲兵訓練処にて学ぶ。在学中もたびたび光明中学校を訪れ、後輩たちに軍人になることを勧めたという。これに影響を受けた李周一、崔昌彦、朴林恒ら多くの後輩が新京軍官学校へ進学した。
1937年9月、首席卒業（第5期）。同期に金燦圭（のちの金白一、韓国陸軍中将）、申鉉俊（のちの韓国海兵隊中将、外交官）など。新京の国都憲兵団に勤務し、同年12月、任少尉。
成績抜群につき、同期の金錫範に続いて日本の陸軍士官学校留学生に推薦。兵科を騎兵に変更し、騎兵訓練処にて甲種候補課程を1年間受けた。
騎兵科の派遣勤務を終えて、独立憲兵隊に配属される。これは、ソ連国境との最前線を担う部隊で、有事の際はアムール川を渡河してシベリア鉄道爆破を任務としていた。事前に桂仁珠や崔楠根などと日本の特殊部隊で3か月間の爆破訓練を受けたのち、最北端の黒竜江省漠河に駐留する独立憲兵隊第3連で排長として勤務した。
1939年、陸軍士官学校本科に入学。在学中、他の満系留学生や歩兵学校の留学生5名と牛島満校長を訪問し、校長室でウィスキーを交わした事もある。1940年、陸軍士官学校（騎兵55期卒相当）を卒業し、満洲に帰還し吉林憲兵訓練処連付教官に補任、遼河方面に出動した。
1941年3月、憲兵中尉に進級。また、この間結婚している。同年、新京にある満洲国軍総司令部高級副官室に勤務。1942年、光明中学校で満洲国軍軍官になることを勧める演説を行った。憲兵上尉に進級後、間島（延吉）分団憲兵隊長として勤務。
1944年、憲兵総団副官の身分で日本の陸軍大学校にあたる満洲国新京の陸軍高等軍事学校（1943年設立）に第二期生として入校。合格者25人のうち、唯一の朝鮮人であったが、在学中に太平洋戦争終戦。終戦時は満洲国軍憲兵上尉。

### 終戦前後
玉音放送の数日前、政府や軍の中枢はソ連軍の南下を避けて通化への移駐命令が出ていたが、憲兵総団司令官・劉昇華の希望もあり新京にとどまり、残務処理に備えて待機していた。司令部の残留人員は、劉昇華司令の所属する「紅卍会」により衣食住と身辺が保証されることになっていたが、用意された仮居は住居とは名ばかりの物置の一部屋で、参謀課長の大坪松雄中校らは到着直後に家財道具をも持ち逃げされる仕打ちを受けていた。8月14日ごろの夕方、仮居に到着した丁は、大坪中校らと当面のことを話し合ったのち、悪化した治安に対応出来ない憲兵総団を離れ、在満朝鮮人の生命と財産を保護するために動く。いち早く居留民団の一つである「新京保安司令部」を結成、自ら司令官となった。これには崔昌彦（光明中学校卒業）や金錫範ら丁の満洲人脈が参加し、満洲国軍中佐の元容徳も合流した後、「東北地区光復軍司令部」の看板を掲げるなどした。8月18日、ソ連軍が新京に進出すると、李翰林（陸士57期、満洲国軍中尉）、崔周鍾（陸士58期、満洲国軍少尉）、金東河（新京軍官学校1期、満洲国軍上尉）、尹泰日（新京軍官学校1期、満洲国軍中尉）らも合流し、新京保安司令部は朝鮮人兵士400人を集めるに至った。
1945年9月、崔周鍾らを伴いソウルに渡り、建国準備委員会の朴承煥らと接触したが、すぐに帰国した。10月中旬、中華民国総統蔣介石の長男で国民革命軍中将の蔣経国に接触し、武器や予算の支援を取り付けた。同月、金錫範に新京保安司令部司令官の座を引き渡すと丁一権はKGBに連行された。KGBは武器を返却させ新京保安司令部を解散させると、丁一権にモスクワで6ヶ月の再教育を受けたうえで北朝鮮での軍の設立に取り組むよう要求した。しかし留学直前の試験で不合格となり、さらにソ連軍を誹謗した事実が発覚したことから悪質分子としてシベリアに送られることになった。  同年12月中旬、シベリア行きの列車から脱走。平壌に渡り、軍官学校時代の後輩である白善燁を訪ね数日滞在した後、白善燁の弟の白仁燁と共に越南した。

### 朝鮮戦争

智異山地区戦闘司令部開設直後（1949年3月1日）

1946年1月15日付で軍事英語学校卒。軍番5番。任正尉。ただちに南朝鮮国防警備隊にてソウルと京畿道を担当する第1連隊のB中隊長。
創設当初の国防警備隊は規律が悪く、将校間では左右思想の対立や物資の横流し等の汚職が横行し、兵士の態度も反抗的であった。そのためほうぼうで事件が絶えず、事態の収拾に奔走した。
5月23日、第1連隊の営内で兵士らが勤務中隊（長：張錫倫）の将校2名の物資横流しを糾弾する集会を開き、それを聞いた占領軍のマーシャル中佐が代表者を拘束。激高する兵士らの説得に努めた。
同月、第4連隊大隊長の金洪俊中尉が小隊長の趙岩少尉にけしかけられた兵士らにより襲撃される事件が起き、後任として大隊長兼連隊長に着任。1947年1月、李致業生徒隊長暴行事件の後始末として陸士校長に就任。9月、南朝鮮国防警備隊総参謀長。
1948年8月、作戦参謀副長。1949年2月、陸軍准将。1949年3月1日、智異山地区戦闘司令部司令官。南労党パルチザン討伐に従事。
朝鮮戦争勃発時はアメリカ各地を視察中であったが、開戦1か月前の5月23日に張暻根次官より帰国命令を受けており、帰国途上のハワイにて変事の報を聞く。さらにその後も道中で二度にわたる帰途命令を受け、6月30日に東京経由で急ぎ帰国した。C54輸送機で水原に到着した丁は、大田に向かい、忠清南道知事官舎にて李承晩と対面。少将への昇進と首都陥落の責任を問われて解任された蔡秉徳の後を継ぎ、大韓民国陸軍参謀総長への就任、さらに7月には3軍総司令官として大韓民国陸海空軍を総指揮することとなった。丁は蔡秉徳を慕っており、帰途、蔡と車の中で手を取り合って泣いたという。
1951年6月、国民防衛軍事件と居昌事件の監督責任から参謀総長を辞任。同年、中将昇進と同時にアメリカ陸軍指揮幕僚大学に留学。修了後、帰国した。

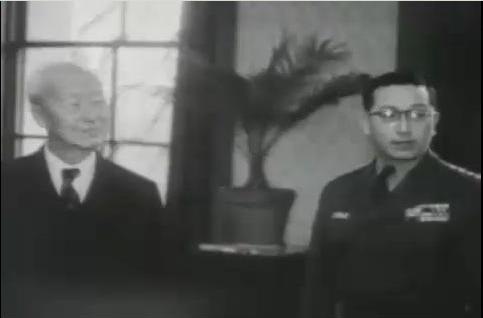
李承晩（左）と丁一権（右）（1955年3月10日撮影）

張暻根国防次官（左）、申性模合同参謀本部議長と丁一権（右）（1950年撮影）

1952年7月、第2師団長。1952年11月、アメリカ第9軍団副軍団長。1953年2月、第2軍団長。朝鮮戦争休戦後の1954年2月、任大将、再度陸軍参謀総長。1956年6月、合同参謀会議議長。
1957年、予備役編入。

### 政界にて
1957年6月、駐トルコ大使。1959年、駐フランス大使。1960年、駐アメリカ大使。

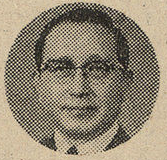
1975年頃

その後は政治家として、外務部長官（第11代・13代）や1964年から1970年まで国務総理（第9代・第三共和国）を歴任。国務総理時代にはサッカリン密輸事件について国会で質問していた金斗漢（韓国独立党）による国会汚物投擲事件に見舞われている。1965年1月から2月にW・チャーチルの国葬で訪英し、日本側代表の岸信介と「日韓基本条約」締結に向け、帰途パリで第三国協議を行った。
1970年、与党民主共和党常任顧問。1971年7月から民主共和党の国会議員を連続3期（第8代・9代・10代）務め、1973年から1979年の第9代国会では議長を務めた。

### 後半生
1989年10月、『原爆か 休戦か　元韓国陸海空軍総司令官（陸軍大将）が明かす朝鮮戦争の真実』（日本工業新聞社）が日本語で出版。
1991年3月、リンパ癌治療のためにアメリカのハワイ州にて療養。1992年に民主自由党常任顧問に任命。1992年の第14代韓国大統領選では金泳三を支持して遊説を行った。1993年に鄭仁淑の子供が丁一権に対する親子確認訴訟をソウル地方裁判所に提訴。しかし持病の悪化により治療のため出国し、1994年1月にハワイ州ストラウブ病院に入院。1月17日、死亡した。遺体は飛行機で帰国し、1月22日午前、国会議事堂前で告別式が行われ、ソウル市内の国立墓地に埋葬された。
なお、同じ中学校に通っていて、1994年1月18日に死亡した文益煥牧師と、その生き方の違いが大きく報道された。文益煥は民主活動家としてたびたび投獄され、獄中生活は7回11年に及んだ。

## 年譜
- 1935年
  - 5月：奉天軍官学校入学（第5期）
  - 6月1日：チチハル第3教導隊
  - 8月：吉林憲兵訓練処
- 1937年
  - 9月：卒業（首席）、騎兵訓練処甲種候補課程
  - 12月：少尉、国都憲兵団附
- 1938年～39年ごろ[注釈 3]：独立憲兵隊第3連（黒竜江省漠河、連長：江頭幸上尉）第2排排長[4]
- 1939年：陸軍士官学校本科に入学
- 1940年：満洲に帰還、吉林憲兵訓練処連附教官に補任
- 1941年：満洲国軍総司令部高級副官室勤務
  - 3月：憲兵中尉に進級
  - 7月：陸軍士官学校（騎兵55期相当）卒業
- 1942年：憲兵上尉、第6憲兵団間島（延吉）分団勤務
- 1944年：憲兵総団（司令官：劉昇華）副官、満洲国陸軍高等軍事学校入校（第二期生）
- 1945年
  - 8月15日：在学中に終戦、満洲国軍憲兵上尉
  - 8月15日前後：新京保安司令部司令官
- 1946年
  - 1月15日：軍事英語学校卒（軍番5番）、任正尉、第1連隊B中隊長
  - 5月25日：第4連隊長兼大隊長
- 1947年
  - 1月：陸士校長
  - 9月：南朝鮮国防警備隊総参謀長

1948年8月：作戦参謀副長
- 1949年
  - 2月：陸軍准将。
  - 3月1日：智異山地区戦闘司令部司令官
- 1952年
  - 7月：第2師団長
  - 11月：アメリカ第9軍団副軍団長
- 1953年2月：第2軍団長
- 1954年2月：任大将、陸軍参謀総長
- 1956年6月：合同参謀会議議長
- 1957年6月：予備役編入、駐トルコ大使
- 1959年、駐フランス大使
- 1960年、駐アメリカ大使
- 外務部長官（第11代・13代）
- 1964年：国務総理（第9代・第三共和国から1970年まで）
- 1971年7月：国会議員（民主共和党、第8代・9代・10代）
- 1973年第9代国会議長（～1979年）
- 1992年：民主自由党常任顧問

## 鄭仁淑被殺事件
韓国政府高官御用達の高級料亭の従業員である鄭仁淑が、交通事故を装った事故によって暗殺されたとされる疑惑である。 1970年3月17日夜11時頃、ソウル麻浦区の道路で発生した交通事故を装った殺人だったと疑われる。被害者鄭仁淑（チョン・インスク、本名：チョン・キンシ）は、ソウル西部の麻浦区で車に乗っていた最中に何者かに銃撃されて死亡し、車を運転していた4番目の兄チョン・チョンウクは、大腿部に貫通傷を負ったが、通りかかったタクシー運転手に救助された。
鄭には複数の政府高官と関係を持って生まれた3人の非嫡出子がおり、うち3歳の男児一人が当時国務総理だった丁一権が父親であると分かった。そのため新民党は、この事件の背後に政府の関与疑惑を提起したが、うやむやになった。
検察は凶器を発見できぬままわずか1週間で兄チョン・チョンウクが犯人であると断定。裁判では1審で死刑判決が下されたが、2審の終身刑が確定した。民主化後の1989年、19年ぶりに釈放されたチョン・チョンウクは、冤罪であった事を明かし、2010年より再審請求を求めている。

## 評価
満洲国軍将校の経歴により、2008年に民族問題研究所で親日人名辞書に収録するために整理した親日人名辞書収録予定者の軍の部門に記載され、2009年に親日反民族行為真相糾明委員会の選定した親日反民族行為者リストに記載された。

## 学歴
- 咸鏡北道 慶源普通学校
- 満洲北間島 永信中学校
- 満洲北間島 光明中学校
- 満洲国奉天軍官学校（第5期）
- 日本陸軍士官学校（騎兵科55期相当）
- 満洲国陸軍軍官学校（在学中に終戦）
- 軍事英語学校（第1期）
- アメリカ陸軍指揮幕僚大学
- ハーバード大学国際問題研究所修学
- オックスフォード大学大学院政治学修了[23]

## 学士
- 1965年10月 マラヤ大学名誉法学博士 （マレーシア）
- 1966年3月 中央大学校名誉法学博士 （大韓民国）
- 1966年6月 釜山大学校名誉法学博士 （大韓民国）
- 1967年2月 サイゴン大学名誉法学博士 （ベトナム）
- 1967年3月 ロングアイランド大学名誉法学博士 （アメリカ合衆国）
- 1967年9月 チュラーロンコーン大学名誉政治学博士 （タイ）
- 1971年2月 国立政治大学名誉法学博士 （中華民国）
- 1971年2月 中華学術院名誉哲学博士 （中華民国）

## 勲章
- 大統領個人表彰 （大韓民国）：1948年6月
- 功労勲章（将校級） （アメリカ合衆国）：1950年10月
- 忠武武功勲章 （大韓民国）：1950年12月
- 功労勲章（指揮官級） （アメリカ合衆国）：1951年10月24日[24]
- 金星太極武功勲章 （大韓民国）：1951年10月
- シルバースター （アメリカ合衆国）：1952年5月13日[24]
- 銀星太極武功勲章 （大韓民国）：1953年3月
- 殊勲十字章 （アメリカ合衆国）：1953年11月3日[24]
- 功労勲章（司令官級） （アメリカ合衆国）：1954年6月
- 大星碑勲章 （エチオピア）：1955年4月
- 最高十字勲章 （ギリシャ）：1955年7月
- 名誉勲章 （フランス）：1956年7月
- 功労勲章 （フィリピン）：1956年12月
- 功労勲章（総司令官級） （アメリカ）：1957年4月29日[25]
- 第一級明星勲章 （中華民国）：1964年10月
- 最高名誉功労勲章 （マレー）：1965年4月
- サン・マルティン大十字勲章 （アルゼンチン）：1966年4月
- 第一級功労大十字勲章 （ドイツ）：1967年3月
- 白象勲章 （タイ）：1967年4月
- 聖霊勲章 （エチオピア）：1968年5月
- 大銀十字勲章 （エルサルバドル）：1968年10月
- 大綬章 （チュニジア）：1969年7月
- 大十字勲章 （ナイジェリア）1969年10月
- 功労勲章 （大韓民国）：1969年10月
- 勲一等旭日大綬章 （日本）：1969年12月
- 修交勲章光化章 （大韓民国）：1970年8月
- 議会大十字功労勲章 （ブラジル）：1974年6月
- 特種大綬景星勲章 （中華民国）：1974年6月
- 特種金板大十字勲章 （コロンビア）：1976年6月
- 白象最高特種大勲章 （タイ）：1978年3月
- 修交勲章一等章 （メキシコ）：1979年10月